# Gwendolyne
Pour les articles homonymes, voir Gwendoline.
Chansons représentant l'Espagne au Concours Eurovision de la chanson
Vivo cantando
(1969) En un mundo nuevo
(1971)
Singles de Julio Iglesias
Chiquilla (en)
(1970) Un uomo solo
(1970)
Gwendolyne est une chanson écrite, composée et interprétée par le chanteur espagnol Julio Iglesias, parue sur l'album éponyme et sortie en 45 tours en 1970. C'est la chanson ayant été sélectionnée pour représenter l'Espagne au Concours Eurovision de la chanson 1970 à Amsterdam.
Outre l'original en espagnol, Julio Iglesias a également enregistré la chanson en allemand, en anglais, en italien ainsi qu'en français.

## À l'Eurovision

### Sélection
Le 14 février 1970, ayant remporté la finale nationale espagnole, la chanson Gwendolyne est sélectionnée pour représenter l'Espagne au Concours Eurovision de la chanson 1970 le 21 mars à Amsterdam, aux Pays-Bas.

### À Amsterdam
La chanson est intégralement interprétée en espagnol, langue officielle de l'Espagne, comme l'impose la règle entre 1966 et 1972. L'orchestre est dirigé par Augusto Algueró.
Gwendolyne est la neuvième chanson interprétée lors de la soirée du concours, suivant Je suis tombé du ciel de David Alexandre Winter pour le Luxembourg et précédant Marlène de Dominique Dussault pour Monaco.
À l'issue du vote, elle obtient 8 points et se classe 4e — ex æquo avec Marie-Blanche de Guy Bonnet pour la France et Retour d'Henri Dès pour la Suisse — sur 12 chansons,.

## Liste des titres
| A1. | Gwendolyne | Julio Iglesias, Leo Johns |  |

## Classements

### Classements hebdomadaires
| Classement (1970)    | Meilleure position |
| -------------------- | ------------------ |
| Espagne (El Musical) | 1                  |

## Historique de sortie
| Pays        | Date | Format                                  | Label    |
| ----------- | ---- | --------------------------------------- | -------- |
| Espagne,    | 1970 | 45 tours, super 45 tours (promotionnel) | Columbia |
| Argentine   | 1970 | 45 tours                                | Polydor  |
| Belgique    | 1970 | 45 tours                                | Decca    |
| Italie      | 1970 | 45 tours                                | Decca    |
| Mexique     | 1970 | 45 tours                                | Polydor  |
| Pays-Bas    | 1970 | 45 tours                                | Decca    |
| Pérou       | 1970 | 45 tours                                | Polydor  |
| Portugal    | 1970 | super 45 tours                          | Roda     |
| Royaume-Uni | 1970 | 45 tours                                | Decca    |
| Mexique     | 1972 | 45 tours                                | Polydor  |